# Moldovițaklooster
Het Moldovițaklooster (Roemeens: Mănăstirea Moldovița) is een Roemeens-Orthodox klooster in Vatra Moldoviței in het noorden van Roemenië, in de Boekovina. De kloosterkerk is bekend om haar erg goed bewaarde beschilderde muren. Dit klooster is gebouwd in 1532 in opdracht van Peter IV Rareș (Petru Rareș).

## Kerk van de Annunciatie
De Kerk van de Annunciatie staat samen met de andere beschilderde kerken in Moldavië op de Werelderfgoedlijst van UNESCO. De fresco's hier zijn uitzonderlijk door de eenvormigheid en het krachtig en levendig kleurgebruik.
De kerk werd beschilderd door anonieme schilders uit de school van Suceava. De iconografie komt overeen met die van de kloosterkerk van het Humorklooster. De architectuur van de kerk van Moldovița bood wel een gunstiger oppervlak voor de fresco's en deze zijn hier uitzonderlijk goed bewaard. Het kleurgebruik is ook uitbundiger dan in Humor, met overvloedig gebruik van geel en blauw. Indrukwekkend is het Gebed van alle heiligen met elegante figuren. Op de zuidelijke geven is de Boom van Jesse afgebeeld op een monumentale schaal. In een uitbeelding van een Hymne is het Beleg van Constantinopel weergegeven. Aan de ingang zijn de heiligen Joris, Demetrius en Theodorus afgebeeld alsook een Laatste Oordeel. Hierin is een groep Turken, vijanden van het vorstendom Moldavië, te herkennen tussen de verdoemden.

## Galerij

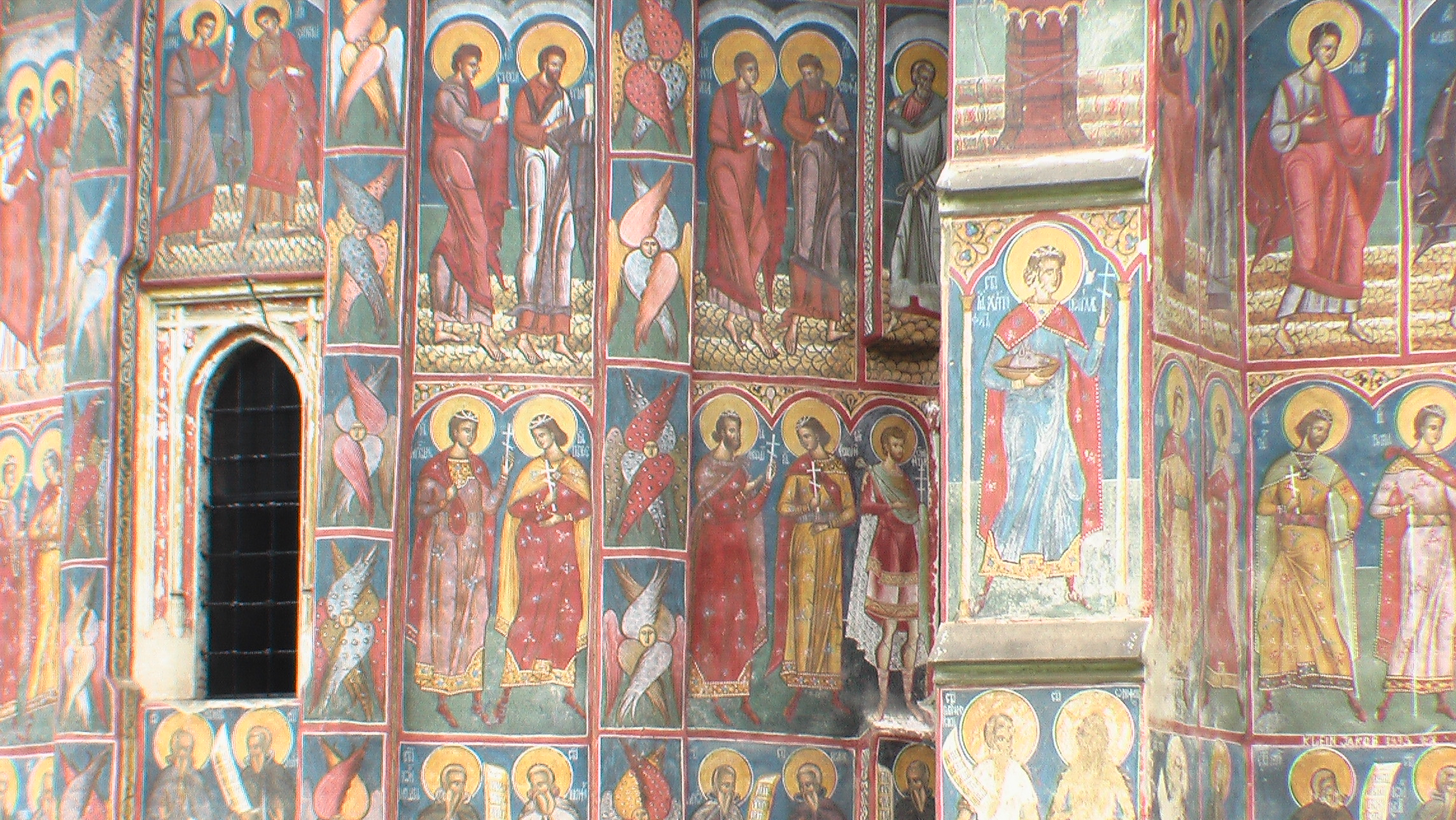
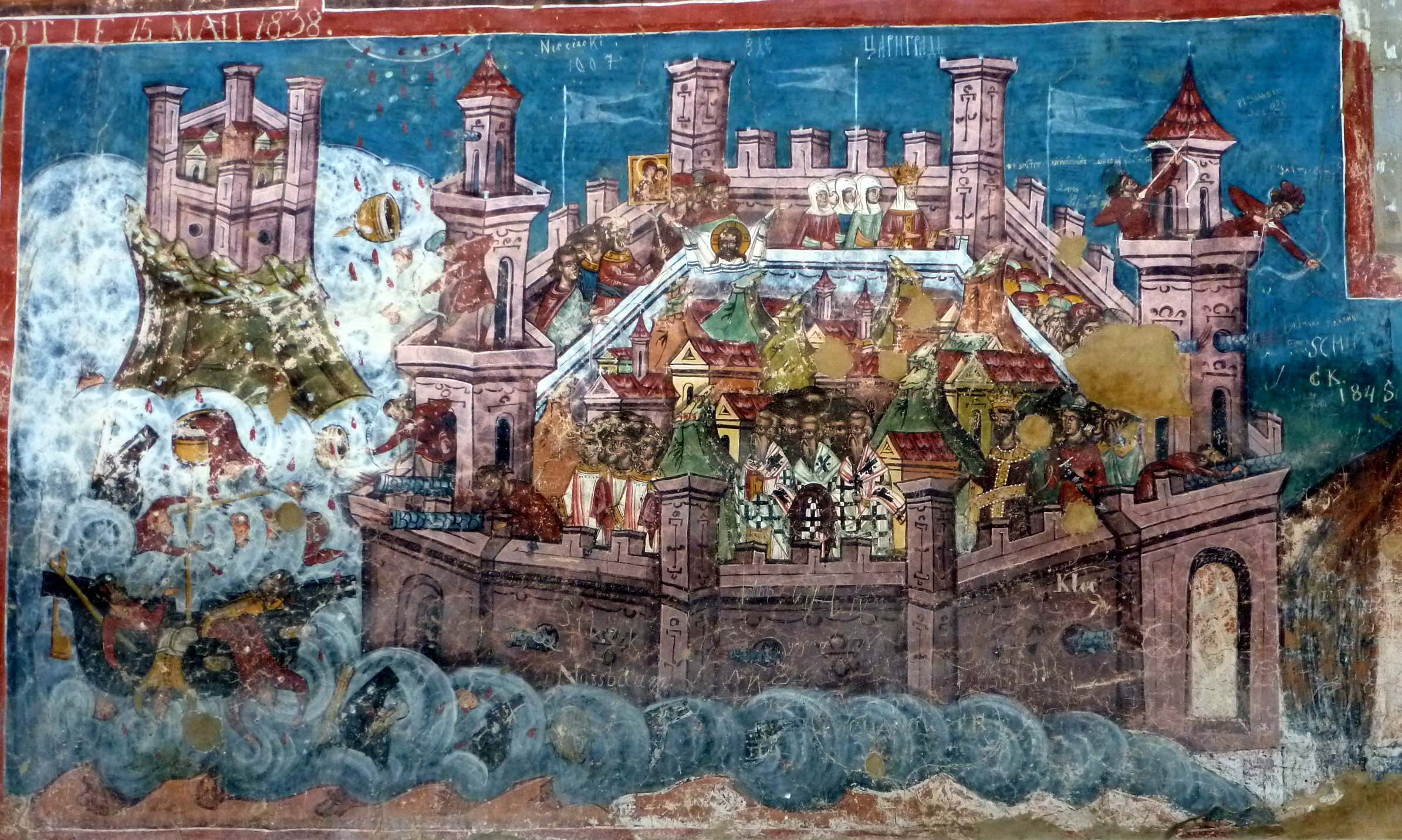
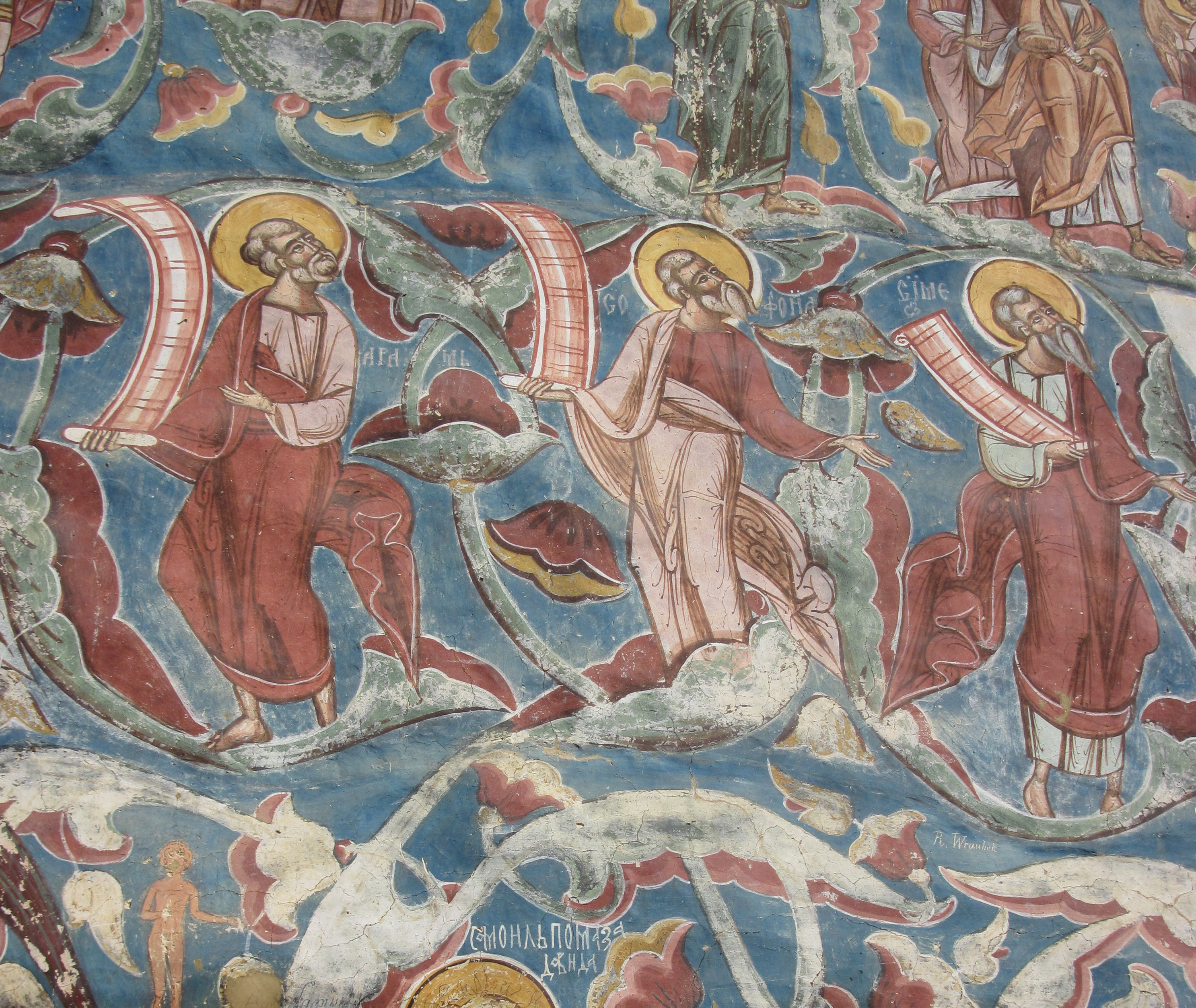
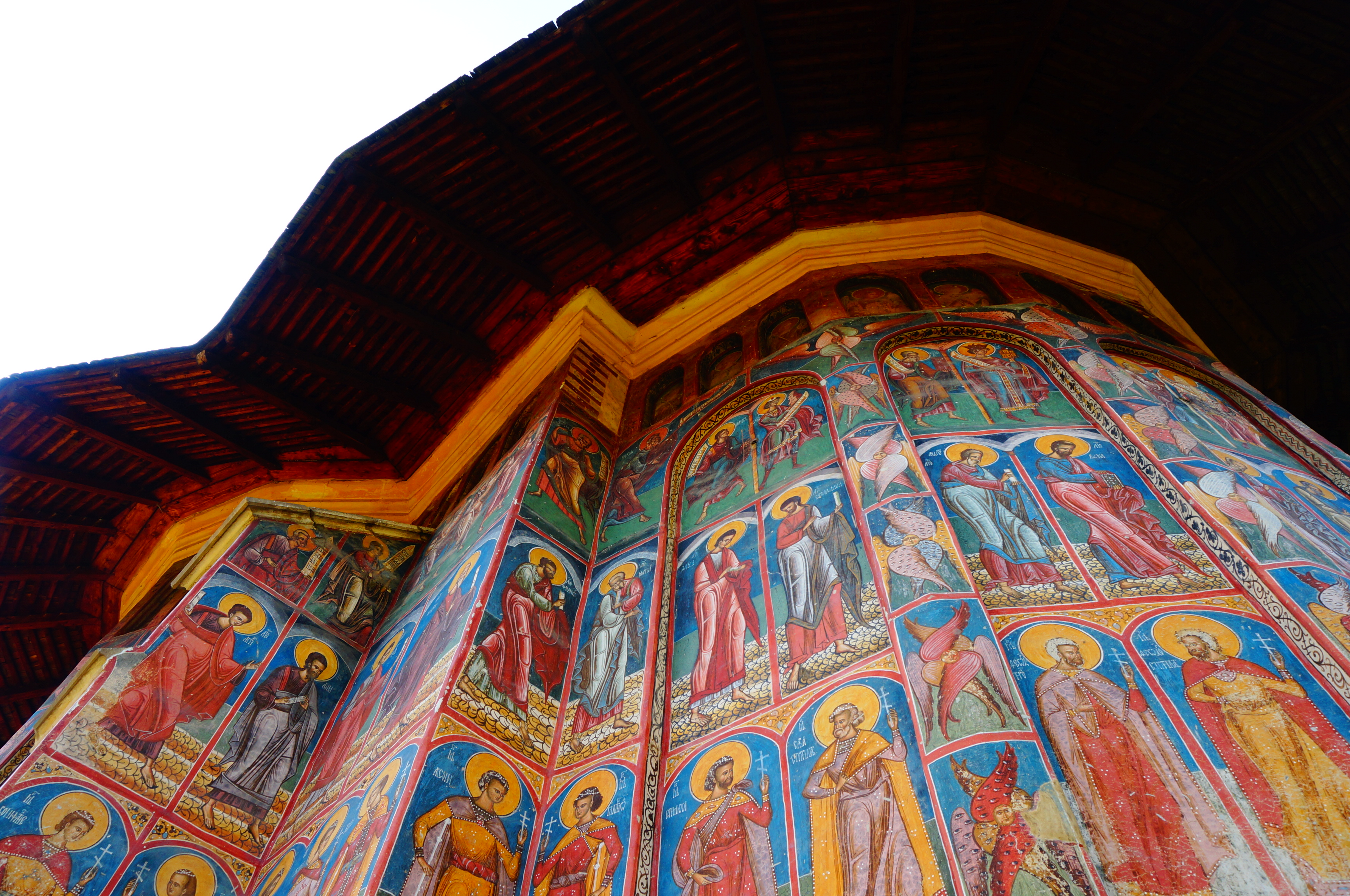

Donaudelta · 
Kerken in Moldavië · 
Klooster van Horezu · 
Dorpen met weerkerken in Transsylvanië · 
Dacische forten van het Orăştiegebergte · 
Historisch centrum van Sighișoara · 
Houten kerken in Maramureș · 
Oude en voorhistorische beukenbossen van de Karpaten en andere regio's van Europa  · 
Mijnlandschap van Roșia Montană · 
Grenzen van het Romeinse Rijk: Dacië · 
Monumentaal ensemble van Brâncuși in Târgu Jiu